# 105
| 105                |
| ------------------ |
| Dødsfald - Fødsler |
|                    |

| Gregoriansk kalender | 105 CV                  |
| Ab urbe condita      | 858                     |
| Armensk kalender     | I/T                     |
| Kinesiske kalender   | 2801 – 2802 甲辰 – 乙巳 |
| Etiopisk kalender    | 97 – 98                 |
| Jødisk kalender      | 3865 – 3866             |
| Hindukalendere       |                         |
| - Vikram Samvat      | 160 – 161               |
| - Shaka Samvat       | 27 – 28                 |
| - Kali Yuga          | 3206 – 3207             |
| Iransk kalender      | 517 BP – 516 BP         |
| Islamisk kalender    | 533 BH – 532 BH         |

Se også 105 (tal)